# Louise Hagströmer
Ulrika Louise Hagströmer, född 25 september 1826 i Finska församlingen, Stockholm, död 28 oktober 1875 i Maria Magdalena församling, Stockholm, var en svensk kompositör.

## Biografi
Ulrika Lovisa Kyntzell föddes 25 september 1826 i Finska församlingen, Stockholm. Hon var dotter till kommerserådet Johan Kyntzell och Lovisa Ulrika Starck. Hon gifte sig 27 februari 1845 med kaptenen Johan Jacob Hagströmer. De bosatte sig 1849 på Wärsta säteri i Viby. 1854 flyttade familjen till Hornsgatan 29 i Stockholm. Hagströmer avled 28 oktober 1875 i Maria Magdalena församling, Stockholm av hjärtmuskelinflammation och begravdes 3 november samma år. I bouppteckningen efter henne nämns ett piano och en nothylla av mahogny.

## Verk

### Piano och sång
- 3 sånger av L-e. Bidrag till Stockholms högskolas grundfond.[11]

1. Se'n har jag ej frågat mera "Varför är så flyktig våren". Text av Johan Ludvig Runeberg.
2. Novisen "O dröj en stund vid orgelns toner. Text av J. L. H-r (Höjer).
3. Romans "Ack hur ljuvt är här att andas"